# ケルン放送管弦楽団
ケルン放送管弦楽団（WDR Funkhausorchester Köln）は、ドイツ連邦共和国ノルトライン＝ヴェストファーレン州ケルン市に本拠を置く、西部ドイツ放送（WDR）所属の2つのオーケストラのうちの1つ。旧称（2014年まで）はWDR Rundfunkorchester Kölnである。

## 概要
1947年楽団設立。発祥は1927年までに遡る。
ケルン・フィルハーモニーおよび放送局内クラウス・フォン・ビスマルク・ホールを本拠にする。

## 指揮者

### 歴代首席指揮者等
- ヘルマン・ハゲステット（ドイツ語版）（1947年 - 1968年）
- フランツ・マスツァレック（ドイツ語版）（1949年 - 1965年）
- クルト・クレーマー（ドイツ語版）（1968年 - 1989年）
- ハインツ・ゲーゼ（ドイツ語版）（1968年 - 1995年）
- ヘルムート・フロシャウアー（1997年 - 2006年）
- ミハイル・ユロフスキー（ドイツ語版）（2006年 - 2008年）
- ニクラス・ウィレン（ドイツ語版）（2010年 - 2013年）
- ウェイン・マーシャル（2014年 - 2021年）
- フランク・シュトローベル（ドイツ語版）（2021年 - 2024年）
- デヴィッド・ブロフィー（英語版）（2024年 - ）[1]

### 名誉指揮者
- ヘルムート・フロシャウアー（2003年 - 2019年）

## 楽団員

### 日本人
吉田智晴が首席・オーボエ奏者、深澤麻里がヴィオラ奏者として在籍している。